# Бушуєво (Юргінський район)
Бушу́єво (рос. Бушуево) — село у складі Юргінського району Тюменської області, Росія.
Населення — 533 особи (2010, 636 у 2002).
Національний склад станом на 2002 рік:
- росіяни — 84 %